# Paul Émile Lecoq de Boisbaudran

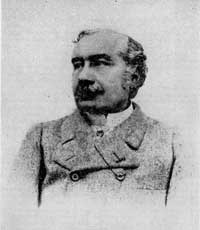
Lecoq de Boisbaudran

Paul Émile (François) Lecoq de Boisbaudran (* 18. April 1838 in Cognac; † 28. Mai 1912 in Paris) war ein französischer Chemiker, der die chemischen Elemente Gallium, Samarium und Dysprosium entdeckte.

## Leben und Werk
Der Sohn einer Weinhändlerfamilie wuchs in einer von Freundlichkeit, gegenseitiger Achtung und persönlicher Verantwortung geprägten Atmosphäre auf. Seine Mutter unterrichtete ihn in Fremdsprachen und Geschichte. Im Selbststudium, hierzu nutzte er Unterrichtsunterlagen der École polytechnique, verschaffte er sich ein solides Grundwissen in Chemie und Physik. Mit Hilfe seines Onkels richtete er sich ein Privatlabor ein, in dem er neben seiner Arbeit im elterlichen Betrieb verschiedene Experimente durchführte.
Durch seine physikalisch-chemischen Arbeiten auf dem Gebiet der von Gustav Robert Kirchhoff und Robert Wilhelm Bunsen (1859) entwickelten Funkenspektroskopie wurde Boisbaudran schnell bekannt und eine anerkannte Autorität. Er entwickelte eine Theorie über den Zusammenhang von Frequenz der Spektrallinien und Atommasse eines chemischen Elementes. Anhand fehlender Linien im Spektrum von Aluminium- und Indiumverbindungen versuchte er früh ein bisher unbekanntes Element zu finden, das zwischen den beiden Elementen einzuordnen wäre. Aber seine ersten Versuche scheiterten an der geringen Menge der isolierten Substanz. Über die Vorhersage dieses zunächst als Eka-Aluminium bezeichnete Element durch Mendelejew 1871 hat Boisbaudran laut eigener Aussage nichts erfahren. So ließ er sich Zeit mit der weiteren Ausrüstung seines Labors und begann erst 1874 mit der Aufarbeitung von 54 kg einer Zinkblende (Zinkerz) aus Pierrefitte in den Pyrenäen, die er schon 1868 beschafft hatte. Im September 1875 konnte er das gesuchte Element erstmals anhand einer Spektrallinie nachweisen. Noch im gleichen Monat reiste er nach Paris und führte dort sein neues Element im Labor von Charles Adolphe Wurtz vor. Hier lernte er unter anderen auch Charles Friedel kennen. Benannt wurde das neue Element „Gallium“, nach dem antiken Namen Gallien für Boisbaudrans Heimatland Frankreich. Im November gelang es Boisbaudran erstmals, metallisches Gallium durch Elektrolyse einer ammoniakalischen Galliumsulfat-Lösung herzustellen. Nach kurzer Zeit hatte er eine ausreichende Substanzmenge hergestellt, um die physikalischen Eigenschaften zu bestimmen. 1876 arbeitete er zusammen mit seinem Mitarbeiter Émile Jungfleisch vier Tonnen Zinkblende auf und gewann daraus 75 g metallisches Gallium.
Später wandte sich Boisbaudran den Metallen der Seltenen Erden zu und entdeckte die Elemente Samarium im Samarskit (1879) und Dysprosium in der Holmiumerde (1886). Nach 1895 konnte er wegen einer Ankylose (Gelenkversteifung) keine experimentellen Arbeiten mehr durchführen.
1878 wurde er als korrespondierendes Mitglied in die Académie des sciences aufgenommen.

## Schriften
- Spectres lumineux: spectres prismatiques et en longueurs d'ondes destinés aux recherches de chimie minérale.  Gauthier-Villars, Paris 1874

## Auszeichnungen
- „prix Bordin“ der Akadémie der Wissenschaften (1872),
- die Auszeichnung der Légion d'Honneur (Ehrenlegion) à la Sorbonne (1876),
- les palmes académiques (akademische Palme),
- le titre de correspondant de l'institut (10. Juni 1878),
- Grand Prix der Weltausstellung 1878
- Davy-Medaille der Royal Society in London (1879)
- den mit 10 000 francs dotierten „prix Lacaze“ durch die Akademie der Wissenschaften (1880)